# ダンダス駅 (トロント市地下鉄)
ダンダス駅（英語: Dundas Station）は、カナダのオンタリオ州トロントにあるトロント市地下鉄ヤング・ユニバーシティ線の駅である。

## 概要
当駅は相対式ホームとなっているが、それぞれ反対方向のホームへ行くには一旦改札を出て、再度改札を通らないといけない構造となっている。大型ショッピングモールトロント・イートン・センターの最寄り駅であり、接続している。またトロントの地下街ネットワーク、PATHの一部を構成している。

## 歴史
- 1954年3月30日 - 開業
- 1997年9月27日 - 当時23歳の女性がホームに突き落とされて死亡する事故が発生。容疑者の男に執行猶予無しの懲役15年の刑が言い渡された。